# Aikidō

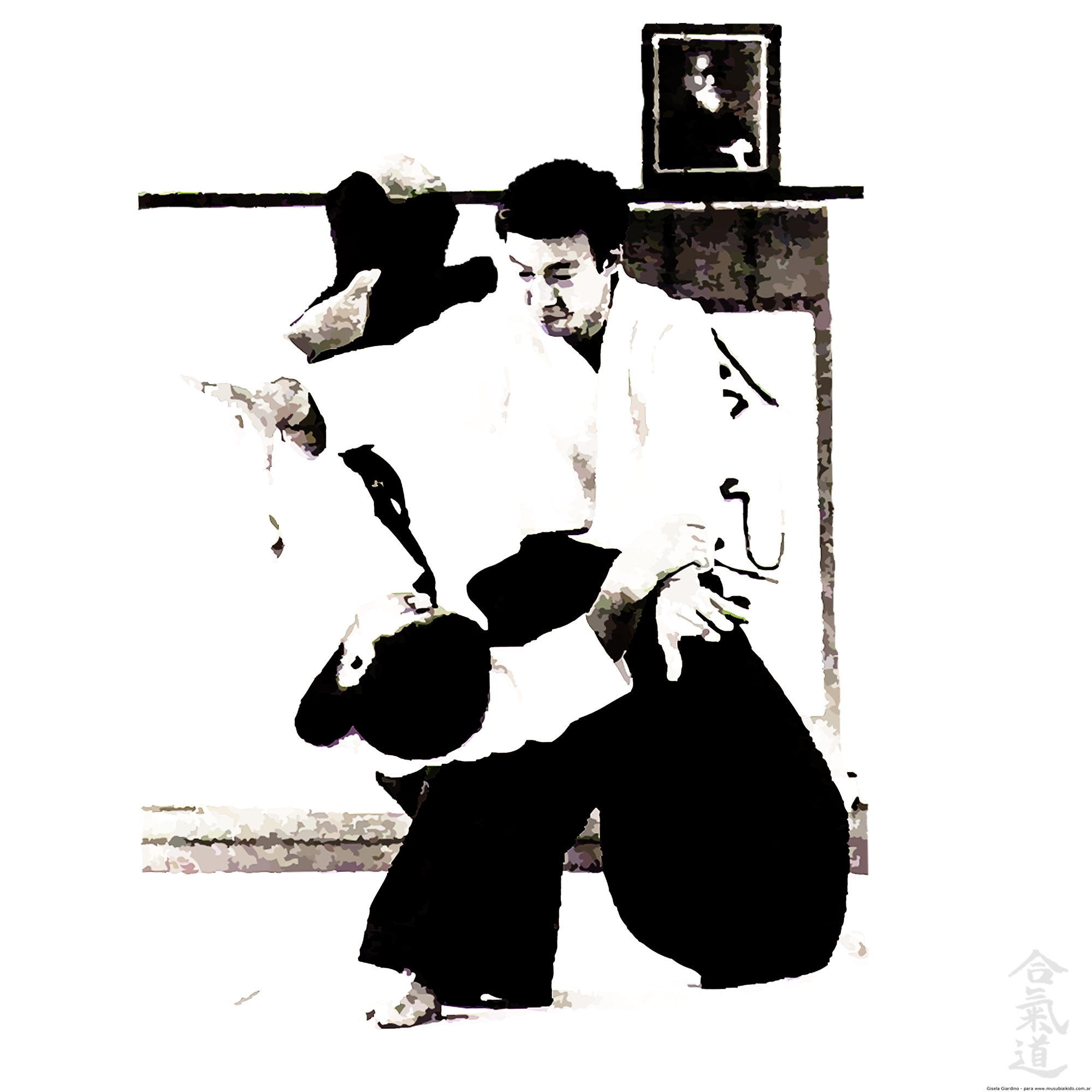
Aikidō

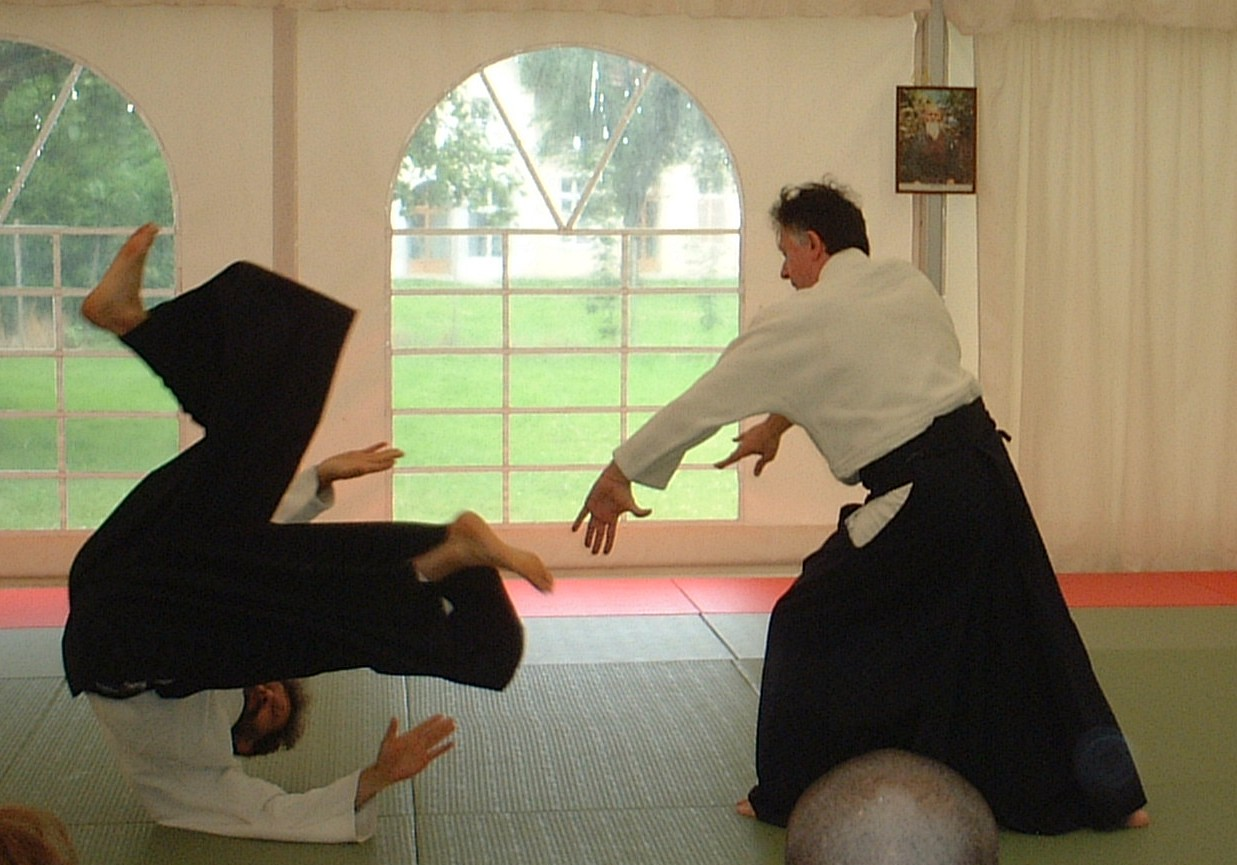

Aikidō [aɪ̯ˈkiːdo] (japanisch 合気道 oder 合氣道) ist eine betont defensive moderne japanische Kampfkunst. Sie wurde Anfang des 20. Jahrhunderts von Ueshiba Morihei als Synthese unterschiedlicher Budō-Disziplinen entwickelt, insbesondere aus dem Daitō-Ryū Aiki-Jūjutsu. Die Aikidō-Praktizierenden bezeichnet man als Aikidōka.
Ziel des Aikidōs ist es, einem Angriff dadurch zu begegnen, dass man die Angriffskraft leitet (Abwehr) und es dem Gegner unmöglich macht, seinen Angriff fortzuführen (Absicherung). Dies geschieht insbesondere durch Wurf- (nage waza) und Haltetechniken (osae waza oder katame waza). Der friedlichen geistigen Haltung des Aikidō entsprechend geschieht dies ohne Absicht zum Gegenangriff, sondern vorwiegend durch die Einnahme einer günstigen Position und ständige Kontrolle des Kontakts mit dem Gegner. Zur Übung werden Angriffs- und Verteidigungsformen aus der Menge standardisierter Aikidō-Techniken vorher ausgewählt und, einer vorgegebenen Form folgend, ausgeführt. Mit zunehmendem Fortschritt der Ausbildung kommen auch die freieren Übungsformen Jiju-waza, Jiyu-waza und Randori vor. Es folgt damit dem japanischen Sprichwort: „Trete [sic!] durch die Form ein, und trete [sic!] aus der Form heraus.“

## Begriff
In den unterschiedlichen Entwicklungsphasen nannte Ueshiba Morihei seine Kampfkunst Aiki-Bujutsu und danach Aiki-Budō. Erst seit Februar 1942 nannte er sie, einem Vorschlag Hirai Minorus gegenüber dem Dai Nihon Butokukai folgend, auch offiziell Aikidō.

Kanji für Aikidō

Der Name Aikidō wird aus drei sinojapanischen Schriftzeichen geformt (合気道; Ai „Harmonie“, Ki „Lebensenergie“, Dō „Lebensweg“) und kann daher in etwa als Der Weg der Harmonie im Zusammenspiel mit Energie, Weg zur Harmonie der Kräfte oder Der Weg der Harmonie mit der Energie des Universums übersetzt werden.
Diese Bezeichnung bezieht sich darauf, dass Aikidō-Techniken dahin zielen, Angriffe durch die Kontrolle ihrer Energie und nicht durch Abblocken derselben zu kontrollieren. Ein häufig genannter Vergleich lautet, dass die flexible Trauerweide einem Sturm durch Biegen widerstehen kann, während die viel stabilere Eiche bricht, wenn der Wind zu stark ist.
Als Schriftzeichen für Ki kann man sowohl 気 als auch 氣 finden, wobei 気 die vereinfachte und aktuell verwendete japanische Form des ursprünglichen chinesischen Zeichens 氣 ist, das Ueshiba Morihei verwendete. Obwohl oft zu finden ist, dass 合 (Ai) mit Liebe zu übersetzen sei, ist dies nicht korrekt. Das Missverständnis geht auf ein Zitat von Ueshiba Morihei zurück, dass er sich unter anderem deshalb entschlossen habe, seine Kampfkunst Aikido zu nennen, weil 合 genauso ausgesprochen wird wie 愛, was eben Liebe bedeutet. Während der Versuch einer wörtlichen Übersetzung von Aikido etwa das Prinzip ideal koordinierter Energie lautet, sind die in Aikidō vorkommenden Begriffe nicht zuletzt durch die Ausführungen von Ueshiba Morihei sehr stark mit Konnotationen belegt, was die vielen freien Übersetzungen erklärt.
Der Ausdruck Aiki (合氣) wurde bereits in älteren japanischen Kampfkünsten benutzt, insbesondere im Daitō-Ryū Aiki-Jūjutsu (大東流合氣柔術), und hatte dort die Bedeutung der „angemessenen Kraft“ im Sinne eines Mitgehens mit dem Angreifer. Erst Ueshiba erweiterte die Deutung auf eine auch spirituelle Harmonie.

## Geschichte
Ueshiba Morihei, Student verschiedener Schwert-, Lanzen- und waffenloser Kampfkünste, entwickelte als Schüler von Takeda Sōkaku mit seinem geistigen Mentor und Freund Deguchi Onisaburō durch Zusammenführung verschiedener traditioneller Kampfkünste Aikidō, den Weg der Harmonie. Er gründete in Tokio (Japan) das Honbu Dōjō (jap.: Haupt-Übungshalle), von dem sich Aikidō über die ganze Welt verbreitete.
Im Jahre 1951 stellte Meister Mochizuki Minoru in Frankreich zum ersten Mal Aikido in einem europäischen Land vor. Im folgenden Jahr begann Meister Tadashi Abe von Marseille aus Aikido in Europa zu verbreiten. 1953 wurde Aikido auf Hawaii durch Tōhei Kōichi eingeführt. 1956 ging André Nocquet als erster Franzose nach Tokio, um im Aikikai Honbu Dōjō zu trainieren. 1961 kam Meister Masamichi Noro nach Paris, von wo aus er gemeinsam mit Nobuyoshi Tamura die Verbreitung in Europa vorantrieb. Beide waren Uchi-Deshi von Ueshiba Morihei. Hiroshi Tada verbreitete Aikido von Italien aus. Später kamen Masatomi Ikeda (Schweiz), Yasunari Kitaura (Spanien) und Kazuo Chiba (Vereinigtes Königreich) hinzu. In den sechziger Jahren zerstreuten sich Ueshibas Schüler der Nachkriegszeit über die ganze Welt. Ab 1965 wurde Aikido in Australien bekannt. Heute gibt es fast in allen Ländern der Welt Aikido-Dōjō.
Um etwa 1960 gelangte die Kampfkunst nach Deutschland. Als wichtigste Einzelpersonen sind hier Katsuaki Asai, der 1965 23-jährig vom Aikikai als offizieller Vertreter nach Deutschland gesandt wurde, und Gerd Wischnewski zu nennen. Katsuaki Asai gründete den Aikikai Deutschland. Ende der 1960er Jahre wurde unter der Leitung von Rolf Brand im Deutschen Judobund die Sektion Aikido gegründet, aus der in den 1970er Jahren der Deutsche Aikido Bund hervorging.
In Österreich wurde Aikido 1972 von Juo Iwamoto in Wien und 1976 von Junichi Yoshida in Graz bekannt gemacht. Aus den parallel organisierten Schulen ging 1978 der Österreichische Aikidoverband hervor.
Die Internationale Aikido-Föderation (I.A.F.) wurde 1975 gegründet und umfasst sechs kontinentale Verbände und mehr als vierzig nationale Aikidō-Verbände. Daneben gibt es viele weitere Verbände und Dōjō innerhalb und außerhalb des Aikikai.

## Prinzip, Strategie und Technik

### Philosophie

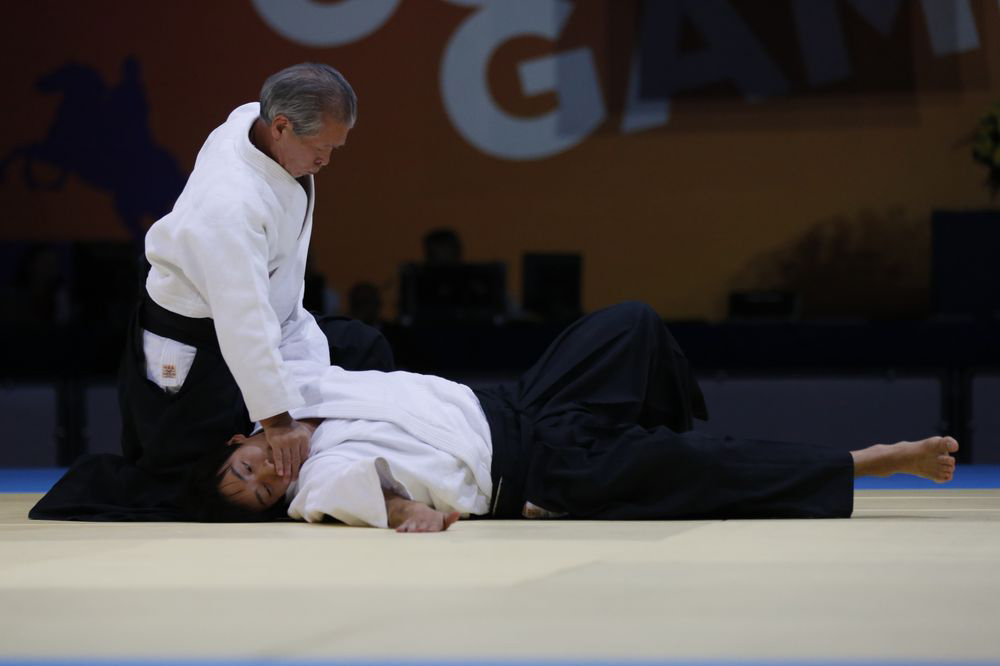
Miyamoto Tsuruzo bezwingt seinen Schüler ohne Verletzung

Aikidō gilt als friedfertige Kampfkunst. Der Aikidōka versucht in der Regel, den Angreifer nicht zu verletzen, sondern ihn in eine Situation zu führen, in der sich dieser beruhigen kann. Somit soll dem Angreifer die Chance gegeben werden, Einsicht zu erlangen und von einem weiteren Angriff abzusehen. Dennoch verfügt ein Aikidoka über Möglichkeiten, einen Angreifer erheblich zu schädigen oder ihn zu töten. Ueshiba Morihei formulierte dies wie folgt:

„Wahres Budō dient jedoch nicht einfach dazu, den Gegner zu zerstören; es ist viel besser, einen Angreifer geistig zu besiegen, so dass er seinen Angriff gerne aufgibt.“

„Wenn du angegriffen wirst, schließe deinen Gegner ins Herz.“

„Das Geheimnis von Aikido liegt nicht darin, wie du deine Füße bewegst, sondern wie du deinen Geist bewegst. Ich unterrichte euch nicht eine Kampfkunsttechnik, ich unterrichte euch Gewaltlosigkeit.“

### Strategie
Die Strategie im Aikidō bezieht sich auf die Anwendung zielgerichteter geeigneter Prinzipien und Mittel aus dem Handlungsrepertoire der Kampfkunst Aikido; vergleiche Kampfkunst in Gegensatz zu Kampfsport. Daneben existieren andere Betrachtungsweisen des Aikidō, wie Sport, Energiearbeit, Körper & Gesundheit usw., welche ebenfalls mit Handlungen und Bewegungsfolgen im Aikidō in Zusammenhang gebracht werden können. Diese Betrachtungen werden hingegen nicht näher behandelt.

#### Geistig-ethischer Hintergrund von Ueshiba Morihei
Strategische und taktische Überlegungen beinhalten immer auch moralisch-ethische Werte der kämpfenden Parteien. Die meisten gesellschaftlichen und moralischen Werte sind Veränderungen unterworfen. Der grundlegendste Wert ist dem Leben inhärent: Das Leben nicht zu zerstören und damit die Entwicklung eines Lebewesens zu beenden, sondern Leben zu erhalten und die Entwicklung aller Lebewesen hin zur Vollendung ihrer naturgegebenen Aufgabe zu fördern.
Als Teilnehmer am Russisch-Japanischen Krieg erlebte der Begründer des Aikidō, Ueshiba Morihei, Kriegsgräuel, Tod und Vernichtung. Er erkannte die Sinnlosigkeit kriegerischen Tuns. Durch seine Freundschaft zu Onisaburō Deguchi, dem Mitbegründer der religiösen Ōmoto-kyō-Sekte, entwickelte sich Ueshiba persönlich in geistiger und ethischer Hinsicht nach den Prinzipien und der Lehre dieser Sekte. Basierend auf seiner persönlichen Entwicklung, definierte er die Strategie im Aikidō, dass diese immer und unter allen Umständen der Gewaltfreiheit untergeordnet sei.

#### Der Konflikt – Ausgangslage, ethische Einstellung und Lösung
Der Gedanke hinter jeder Auseinandersetzung ist die machtbezogene Überlegenheit über die Gegenpartei, bzw. die Angst vor Unterlegenheit. Eine Deeskalation hat zum Ziel, den Konflikt zu klären und konstruktiv zu lösen. Vielfach lassen sich Konflikte nicht deeskalieren, und es kommt unabwendbar, wegen fehlender funktionierender alternativer Mittel, zur Eskalation.
Die japanische Kultur, Religion, wie auch die Kriegskunst auf dem Schlachtfeld, sind wesentlich auch von Erkenntnissen chinesischer Kulturgelehrter und Kriegsherren beeinflusst. In der Überlieferung wird der chinesische General Sunzi („Meister Sun“) aus seinen Schriften zitiert: „Der Sieg im Krieg liegt nicht im Vernichten des Feindes, sondern im Überwinden des Feindes ohne Kampf“.
Wenn in einem Konflikt eine Deeskalation unmöglich geworden ist und andere Mittel zur Abwendung einer Auseinandersetzung ausgeschlossen sind, verbleiben im Ausschlussverfahren nur die Kapitulation oder der Schritt zum Angriff, falls genügend geeignete Mittel zur Verfügung stehen.

##### Vorteil durch Initiative
Der Zweikampf beginnt mit der Offensive des Gegners. Die Kernidee der Aikido-Kampfkunst besteht nun darin, dass diese Angriffsbewegung unmittelbar nach ihrem Beginn und noch vor ihrer vollständigen Ausführung vereitelt wird. Hierzu bewegt sich der Aikido-Praktikant aktiv und frühzeitig auf den Aggressor zu, um in dessen Handlungssphäre zu gelangen und so die Angriffsbewegung bereits im Ansatz effektiv stören zu können. Auf diese Weise nimmt der Verteidiger eine aktive Position ein, bestimmt das weitere Kampfgeschehen und erlangt die Überlegenheit, während der überraschte Angreifer nun gezwungen ist zu reagieren, wobei er sich in dieser Situation eher reflexiv als taktisch und überlegt verhalten wird, was einen weiteren Vorteil für den Aikidoka bedeutet.
Alle Budōka bedienen sich in dieser Hinsicht ähnlicher Vorgehensweisen.

##### Gnade im Zweikampf
Das Streben im Kampf nach Überlegenheit über die Gegenpartei beinhaltet im Kern immer die Dualität von Sieg und Unterlegenheit. Die vermeintliche Lösung jedes Konflikts ergibt darum zwangsläufig die Einteilung in Sieger und Besiegte, egal ob gekämpft wurde oder ob eine Kapitulation erfolgte. Die machtbezogene Überlegenheit des Siegers bleibt erhalten. Die Unterlegenheit birgt in sich den Keim von Rache und Vergeltung.
Wichtiges strategisches Element im Aikidō bildet die Auflösung der Verliererrolle der unterlegenen Partei sowie der Gewährleistung ihrer körperlichen Unversehrtheit. Ein Gedanke an Rache und Vergeltung wird dadurch hinfällig. Durch seine innere Einstellung und Bereitschaft, selbst einem Angreifer gegenüber Gnade walten zu lassen, löst der Aikidōka diese Dualität auf, damit eine Lösung des Konflikts möglich wird, bei welcher der Aggressor zur Erkenntnis gelangen kann, dass ihm das Geschenk des Überlebens zuteilgeworden ist und jeglicher Angriff nutzlos ist (vergleiche: Abschnitt Zen – die Natur aller Dinge).

#### Schwertkampf – Strategie und Lehre aus der Überlieferung
Ueshiba Morihei studierte viele Kampfkünste (siehe: Ueshiba Morihei – Literatur). Moralische Betrachtungen im Aikidō sind wesentlich beeinflusst von der Ethik Onisaburō Deguchis und der religiösen Ōmoto-kyō-Sekte sowie der Loyalität und Hingabe der Samurai.
Die Bewegungsabläufe im Aikidō stammen hingegen aus dem Schwertkampf, wie auch aus dessen strategischen und taktischen Verfahren. Einer der geachtetsten Lehrer der Schwertkünste im japanischen Mittelalter war Yagyū Munenori (1571–1646).
Yagyū Munenori definierte das Ken-Tai: die Angriffs- und Lauerstellung.
Ken
bezeichnet den sofortigen und unmittelbaren Angriff, furchtlos und mit klarem Geist.
Tai
bezieht sich auf die Zurückhaltung, die Lauerstellung; nicht notwendigerweise zuerst zuzuschlagen, sondern den Angriff des Gegners abzuwarten.
In einer Duellsituation den eigenen Körper in eine Ken-Stellung zu bringen hat zum Ziel, den Gegner zum ersten Streich zu verleiten. Dabei soll der eigene Geist furchtlos und klar in einer Tai-Stellung (Lauerstellung) verbleiben.
Wenn sich nun beide Dinge – Ken und Tai – gleichzeitig ergeben und das Prinzip korrekt angewandt wird, wird der Kontrahent zum Angriff verleitet, wodurch er Lücken für Gegenmaßnahmen öffnet. Wird hingegen der Körper zusammen mit dem Geist in Ken-Stellung versetzt, ist auch der Geist mit dem Angriff, mit Zerstörung und Tod verbunden. Der Geist wird gebunden.
Das strategische Vorteilsmoment der korrekten Umsetzung von Ken-Tai besteht nun im ungebundenen, unverhafteten Geist (Tai) und im Auslösen des Angriffs mittels Ken-Stellung (siehe Sunzi – Angriff ist die beste Verteidigung), was den vollumfänglichen Überblick und die volle Bewegungsfreiheit erhält und es erlaubt, als zweiter den Schwertstreich in die Öffnung der Deckung des Gegners zu führen.
Yagyu Munenori definierte in seiner Lehre verschiedene Übungsformen zur Anwendung des Schwerts im Kampf. Diese können mit der erforderlichen Detailkenntnis als Ichi-no-tachi, Ni-no-tachi, San-no-tachi, Yon-no-tachi und Go-no-tachi identifiziert werden.
Diese duellartigen Übungssequenzen sind noch immer in verschiedenen Aikido-Verbänden, u. a. Aikikai, Inhalt des Unterrichts im Aiki-Ken (Anwendung des Bokken im Aikido). Der didaktische Inhalt schult speziell das Ken-Tai; das bewusste Auslösen eines Angriffs mittels der eigenen Körperhaltung unter gleichzeitiger größtmöglicher Gelassenheit des Geistes. Dies führt zur Erkenntnis der Lücken in der Deckung des angreifenden Kontrahenten.
Der Schluss jeder Duellsequenz besteht in einer Situation, in welcher der als zweiter den Streich führende und das Ken-Tai beherrschende Schwertkämpfer seinem Kontrahenten vor Augen führt, dass seine Angriffe wirkungslos sind und er lediglich ein Spielball seiner offensiven Einstellung und seiner Aggression ist.
Ueshiba Morihei fügte diesen bewährten Schulungsformen aus der Überlieferung des Schwertkampfes aus persönlicher Überzeugung als sechste Übungssequenz jene des Ki-musubi-no-tachi den vorangehenden hinzu. Inhalt dieser Sequenz besteht, gleich der jenen, darin, den Opponenten durch Ken-Tai zum Angriff zu verleiten, diesem jedoch schlussendlich, statt mit einem angedeuteten endgültigen Streich den Tod vor Augen zu führen, mittels Ki-musubi (Verschmelzung des eigenen mit dem Ki des Kontrahenten) unmissverständlich zu verstehen zu geben, dass er keine weitere Angriffsbewegung mehr ausführen kann, ohne sich selbst zu töten. Dabei ist die Schlussposition diejenige einer an sich harmlos erscheinenden Blockade seiner schwertführenden Arme (technisch: Osae) und wird derart ausgeführt, dass jegliche weitere Angriffsbewegung des Opponenten diesen in eine instabile Körperhaltung brächte und er sich damit unweigerlich selbst töten würde.

#### Zen – die Natur aller Dinge
Als Element aus den Betrachtungen der Welt des Zen-Buddhismus ist der Gedanke „Die Natur aller Dinge“ entlehnt. Will man die Natur aller Dinge erkennen, ist es erforderlich, auch allen Dingen ihre inhärente Natur zu belassen, diese nicht zu beeinflussen, noch sie zu versuchen zu verändern. Der Geist strebt darin eine Ebene der Gelassenheit und Harmonie mit allen Dingen an.
In vielen Konflikten kann ein Angreifer nicht mehr friedfertig gestimmt werden. Sein Angriff lässt sich nicht aufhalten. Hat der Angriff begonnen, sollen Bewegungen des Angreifers frei bleiben und diese lediglich gelenkt, nicht jedoch verhindert oder geblockt werden. Verhindern bedeutet Konfrontation mit Gewalt und Kraft, wobei der Kräftigere obsiegt, der Schwächere unterliegt. Die Angriffsbewegung zu lenken bedeutet, ihr ihre Natur zu belassen und beim Kontrahenten lediglich aufmerksam (Tai-Geist) und gelassen die Deckung zu öffnen und geeignete Gegenmaßnahmen einzuleiten.
Harmonisierung bedeutet eine Synchronisation mit der Angriffsbewegung. Aikidō wird aufgrund des Fehlens opponenter Einwirkung auf die Angriffsbewegung oftmals verglichen mit „Zen in Bewegung“.
Jede Betrachtung und Einteilung in gut und schlecht ist mit Gefühlen verbunden. Ebenso leisten Angst, wie auch Aggression, einen Beitrag zu emotionaler Instabilität, was das Reaktionsvermögen negativ beeinflusst. Aggressionslosigkeit, Mut und natürlich die sichere Verfügbarkeit der erforderlichen technischen Fähigkeiten im Kampf hingegen leisten einen großen Beitrag zur emotionalen Stabilität, zu klarer Erkenntnis der allgemeinen und momentanen Situation und erhalten den erforderlichen Überblick und das Aktions- und Reaktionsvermögen – siehe: Ken-Tai.
Mit dieser Sichtweise lässt sich die Dualität und die Einteilung in gut und schlecht auflösen. Damit entfällt ebenso eine emotionale Verhaftung mit der eigenen Angst und der Aggression dem Kontrahenten gegenüber. Das Aktions- und Reaktionsvermögen bleibt im Rahmen der eigenen Befähigung erhalten.
Initiative durch Auslösen des Angriffs mittels Ken-Stellung dient der Wahl des Zeitpunkts und des Ortes und der ruhige Überblick über die Gesamtsituation durch geistige Gelassenheit und Aufrechterhaltung der Lauerstellung (Tai-Einstellung) sowie durch sofortiges Erkennen der Öffnungen der Deckung beim Kontrahenten (Ken-Tai) dienen dem taktischen Vorteil, wenn der Angriff beginnt.
Das, wenn nötig, auch wiederholte Zulassen eines Angriffs und die Harmonisierung, Synchronisation mit und Lenkung der Angriffsbewegung und die Umsetzung durch das Ausüben der vollen Kontrolle über die Bewegungen des Angreifers, ohne primäres Interesse an dessen Schädigung und mit einer gütigen Geisteshaltung (Zen, Gnade), wirken deeskalierend, auch während die Auseinandersetzung ihren Fortgang nimmt.
Das Verhindern des Gesichtsverlustes durch Applikation der Techniken in einer Weise, welche die körperliche Unversehrtheit und Integrität des Aggressors sicherstellt, ermöglicht schlussendlich die Erkenntnis beim Angreifer über die Nutzlosigkeit seines gewaltsamen Tuns und zeigt ihm die einzige erstrebenswerte Lösung des Konflikts: das sofortige Beenden der Auseinandersetzung und Einkehr geistigen Friedens.

#### Taktische Applikation

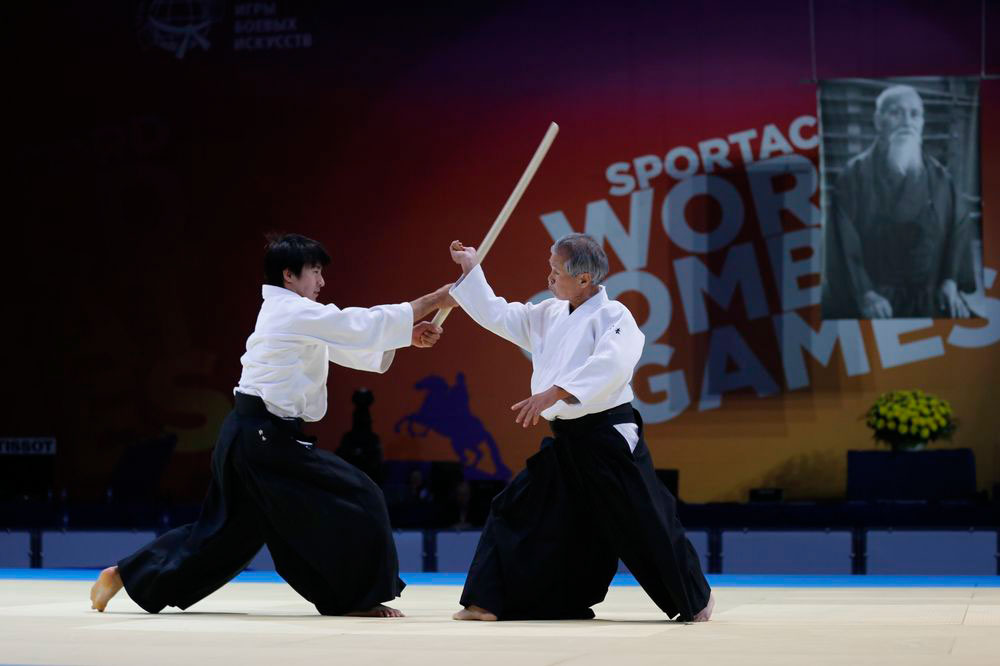
Miyamoto Tsuruzo Sensei bei der Abwehr einer Bokkenattacke

Die Ausführung der Techniken im Aikido basieren auf Bewegungen des Schwert- und Stockkampfes. In ihrer Ursprünglichkeit lassen sich alle Techniken des Aikidō auf Schneide-, Blockade- und Hebelbewegung mit dem Schwert (Bokken), bzw. dem Stock (Jō) zurückführen. Ferner gilt als ausführendes Element bei der Anwendung die Widerstandslosigkeit einer Technik als erstrebenswert. Der Grund liegt darin, dass nur eine widerstandslos ausgeführte Aikido-Technik das größtmögliche Bewegungsmoment des Angreifers erhält, ohne konfrontativ und damit energieverzehrend zu wirken und dies dem Aikidōka (Aikidō-Ausübenden) ermöglicht, von sich aus nur lenkenden Einfluss ohne Gewaltanwendung auszuüben.
Unterschiede bei der Ausführung in den verschiedenen Aikidō-Stilen, und selbst auf nationaler Ebene innerhalb eines Lehrstils, lassen sich darauf zurückführen, dass deren Lehrbeauftragte aus didaktischen Gründen oder aus Selbsterfahrung und eigenem Verständnis oftmals unterschiedliche Konzepte der Bewegungsabläufe eines Angreifers definierten:
Beispielsweise kann ein Angreifer einen beliebigen Initialangriff ausführen, welcher von einem Aikidoka durch Ausweichen oder anderweitig neutralisiert wird. Ob der Angreifer nun kurze Zeit zuwartet, ob er überhaupt keine Bewegung ausführt, ob er seinen Angriff ganz abbricht oder seinen Angriff durch weitere Bewegungsfolgen wieder aufnimmt, hängt nicht vom Aikidōka ab, sondern vom Angreifer. Ausschließlich aufgrund dieser Taktiken appliziert der Aikidō-Ausübende weitere Gegenmaßnahmen.
Im Folgenden seien unterschiedliche taktische Applikationen einer Technik erläutert: Ein Angriff erfolgt mit Chūdan-Tsuki – ein Stich mit einem Messer oder Boxhieb gegen die Körpermitte des Aikidōka. Dieser neutralisiert den Initialangriff durch eine Ausweichbewegung auf die äußere Seite des Arms des Angreifers und berührt diese nur leicht mit seiner dem Angreifer näher liegenden Hand. Diese Kontaktaufnahme dient der Positionsbestimmung und der taktilen Wahrnehmung der Folgebewegung des Angreifers.
- Zieht der Angreifer seinen ausgestreckten Arm ruckartig zurück, hat der Aikidōka die Möglichkeit, Gegenmaßnahmen in Reaktion darauf einzuleiten. Hier sei angenommen, es erfolgt die Technik Kote Gaeshi mit Wirkung in der der Initialbewegung 180 Grad entgegengesetzten Richtung.
- Zieht der Angreifer den Arm nicht zurück, sondern führt einen Folgeangriff mit derselben Hand (beispielsweise bei einem Messerangriff) aus, steht dem Aikidōka ebenfalls als Gegenmaßnahme die Technik Kote Gaeshi zur Verfügung – in diesem Fall als Reaktion in der Weiterführung der Angriffsbewegung und ausgeführt aus seiner weiterführenden Drehbewegung.
- Zieht der Angreifer den Arm nicht zurück, sondern führt einen Folgeangriff mit seiner zweiten Hand aus (beispielsweise im Boxkampf), steht dem Aikidōka, neben vielen anderen Möglichkeiten, auch die Technik Kote Gaeshi als Maßnahme zur Verfügung; in diesem Fall ebenfalls reaktiv und aus seiner weiterführenden Drehbewegung.
- Zieht der Angreifer den Arm nicht zurück, sondern bleibt beispielsweise aus Überraschung einen kurzen Moment stehen, kann der Aikidōka die Technik Kote Gaeshi auf die Hand, proaktiv in diese zeitliche Lücke hinein, ausführen mit Drehpunkt direkt auf der Faust des Angreifers.
- Alternativ zur proaktiven Anwendung von Kote Gaeshi kann der Aikidō-Ausübende mit der Anwendung von Atemi-Waza (Schlag- bzw. Perkussionstechnik, wörtlich: Körpertreffer) den Kontrahenten dazu bringen, eine Abwehr- oder Folgebewegung auszuführen. Dabei liegt das Ziel von Atemi-Waza darin, den Kontrahenten lediglich zur reflexartigen Ausführung einer Bewegung zu verleiten, durch deren Weiterführung der Aikidōka wiederum eine zweckdienliche Technik ansetzen kann.

Alle erwähnten Anwendungen dieser Technik sind in ihrem Wirkprinzip dieselben: Es erfolgt eine Handgelenkdrehung einwärts, was wuchtig ausgeführt den Angreifer zu einem Überschlag mit Drehpunkt auf der Höhe seines Unterarms verleitet (siehe: Kote gaeshi). Dieser Überschlag entsteht nicht primär darum, weil ein Hebel auf das Handgelenk wirkt, sondern er stellt einen Reflex des Angreifers dar, der damit eine Schädigung seines Handgelenks verhindern will. Der Überschlag entsteht somit vorteilhafterweise, bevor der Hebel seine Wirkung ins Handgelenk entfaltet. Diese potentielle Wirkung im Falle eines Zögerns kann nur taktil wahrgenommen werden. Für eine vom Verstand kontrollierte Erfassung treten die Gegenmaßnahmen viel zu schnell ein.
Alle Anwendungen sind ohne eine körperliche Schädigung des Angreifers richtig und korrekt ausgeführt, weil sie die moralischen und strategischen Grundlagen des Aikidō berücksichtigen. Unterschiede liegen darin, dass im jeweiligen Aikidō-Verband seitens der technischen Lehrbeauftragten unterschiedliche didaktische Vorgehensweisen argumentiert und andere taktische Anwendungen favorisiert werden.

### Technik
Zu den Techniken im Aikido soll Morihei Ueshiba gesagt haben, dass Techniken geboren würden, sobald man sich im Aikido bewege, insofern könnte man überhaupt keine Anzahl an möglichen Aikido-Techniken angeben. In den meisten Stilrichtungen werden als grundlegende Verteidigungsformen fünf Hebel- bzw. Haltetechniken und acht Wurftechniken geübt, mit denen auf 18 grundlegende Angriffsformen reagiert werden kann. Die Grundtechniken können jeweils in den Varianten ura (hinter uke bewegend) und omote (vor uke bewegend) ausgeführt werden sowie manche in einer uchi (innen) und soto (außen) Ausprägung. Diese Grundtechniken kommen wiederum entweder in Tachi-waza oder Hanmi-handachi-waza oder Suwari-waza zur Anwendung. Darüber hinaus kommen Übungsabläufe (Katas) mit Stock und Schwert vor.

„Beim Aikido gibt es keine Formen und keine Schemata. Die Bewegungen des Aikido sind natürliche Bewegungen. Seine Tiefe ist unerschöpflich und unergründlich.“

Die Technik des Aikido macht sich physikalische Prinzipien (wie z. B.: Achsen, Hebel, Kinetik) zu Nutze, wobei die Bewegungsmuster von Schwerttechniken mit dem japanischen Katana abgeleitet sind (Ziehen, Schnitt einhändig, Schnitt zweihändig, u. a. m.). Mit fortschreitendem Training tritt Körperkraft immer mehr in den Hintergrund und wird durch Genauigkeit, Beweglichkeit und Konzentration ersetzt. Der Angriff wird im Gegensatz zu vielen anderen Kampfkünsten nicht geblockt, sondern so umgelenkt, dass der Verteidiger daraus einen Vorteil erlangt. Dabei werden im Wesentlichen zwei Prinzipien verwendet, irimi und tenkan. Irimi ist das Prinzip des „in den Angriff Eintretens und mit ihm Harmonisierens“, während man mit tenkan den Angriff mit einer Drehbewegung vorbeilässt und dabei mit ihm harmonisiert.
Im Aikidō soll das Kokyū (呼吸), die Atemkraft, der Muskelkraft des körperlich Stärkeren überlegen sein. Genauer bezeichnet ist Kokyū der Atem, Kokyū dōsa (呼吸動作) heißt Atemkraftbewegung aus dem Seiza, und Kokyū-Hō ist eine Übung zur Entwicklung der Atemkraft. Dabei ist mit Atemkraft nicht die Lungenleistung gemeint, sondern die Körperspannung (Tonus), welche in direkter Weise mit Hilfe der Atemkraft reguliert werden kann. Erstrebenswert ist ein mittleres Spannungsverhältnis zwischen hohem Tonus (Härte), welcher zur Lenkung der Bewegung beim Partner erforderlich ist, und geringem Tonus (Weichheit), welcher zur Wahrnehmung der Angriffsdynamik und zum strategischen Nachgeben verwandt wird.
Beim Umsetzen der Techniken wird zum Lenken der Angriffsbewegung der taktilen Wahrnehmung hoher Stellenwert beigemessen. Dabei steht nicht primär die Muskelkraft im Vordergrund, sondern die Wahrnehmung der dynamischen Bewegungsrichtung des Angriffs.
Aikido kann von Menschen jeder Größe und jeden Alters praktiziert werden, wobei die körperliche Beanspruchung nicht unterschätzt werden sollte. Da die meisten Techniken an den Gelenken angreifen, sind diese einer höheren Belastung ausgesetzt. Ein gutes Aufwärmen und Dehnen ist zwingend notwendig. Das für Europäer ungewohnte Üben auf den Knien belastet diese besonders. Doch der respektvolle Umgang mit dem Partner und die beim Üben festgelegten Rollen ermöglichen das Üben in jedem Alter und Leistungsstand.
Aikido ist eine der schwerer erlernbaren Kampfkünste. Ein Schüler benötigt mehrere Jahre Übung, bis er in der Lage ist, sich wirksam zu verteidigen. Die Perfektionierung der Selbstverteidigung ist aber nicht das alleinige Ziel des Aikido-Trainings. Einige Aikidoka sehen in einer effizienten Verteidigung nur einen Nebeneffekt in der Entwicklung des Aiki. Daher lehnen die meisten Stilrichtungen Aikido als reine Technik zur Selbstverteidigung ab, glauben jedoch, dass Aikido geeignet ist, effektiv zur Verteidigung eingesetzt zu werden. Da Aikido die harmonische Auflösung einer Konfliktsituation anstrebt, kann einem Aikidoka der Kontrahent nicht egal sein, da seine Angriffsenergie für eine effektive Verteidigung intuitiv erkannt und umgeleitet werden muss.
Da Ueshiba, der von den Aikidoka O-Sensei (翁先生, japanisch: Altehrwürdiger Lehrer, oft auch Großer Lehrer, 大先生) genannt wird, ein Experte in der Handhabung von Schwert (Katana), Speer und Stab/Stock (Bō/Jō) sowie auch im Jiu Jitsu und anderen Kampfkünsten war, beinhalten die Techniken des Aikido zahlreiche raumgreifende und fließende Bewegungen. Diese Bewegungen werden zum Teil auch mit den althergebrachten Namen aus diesen Kampfkünsten bezeichnet.

## Stile
Ueshiba Morihei begann als Jugendlicher Ende des 19. Jahrhunderts mit dem Studium einzelner Budō-Disziplinen. Nachweislich studierte er Anfang des 20. Jahrhunderts Tenjin Shinyo ryu Jujutsu, Goto-ha Yagyu Shingan ryu Jujutsu, kurzzeitig Judo und vor allem ab 1915 Daitō-ryū Aiki-jūjutsu bei Takeda Sōkaku. 1919 kam er mit der neo-shintoistischen Bewegung Ōmoto-kyo in Berührung, deren Lehren seine Interpretation von Budō entscheidend mitbeeinflusst haben und daher für die Entstehung des Aikido als wesentlich anzusehen sind. Bis zu seinem Tode entwickelte Ueshiba sein Aikido weiter, wobei seine Kunst immer weicher und harmonischer wurde. Da er im Laufe seines Lebens viele Schüler hatte und diese ihn zu verschiedenen Zeitpunkten (Entwicklungsphasen des Aikido) verließen, entwickelten sich daraus unterschiedliche Interpretationen des Aikido von Ueshiba Morihei. Diese sind unter anderem Grund der verschiedenen Stile im Aikido. Es gibt Stilrichtungen, welche einem einzigen Lehrer folgen, und Stilrichtungen, welche mehr einem Verbund von Lehrern folgen. Die folgende Tabelle stellt bekannte Stile und ihre Begründer dar:
| Stil/Organisation                                                 | Begründer          | Lebenszeit |
| ----------------------------------------------------------------- | ------------------ | ---------- |
| Aikikai                                                           | Ueshiba Morihei    | 1883–1969  |
| Aikido Yuishinkai                                                 | Koretoshi Maruyama | * 1936     |
| Aiki-Ōsaka                                                        | Hirokazu Kobayashi | 1929–1998  |
| Association Internationale d’Aïkido Traditionnel du Japon (AIATJ) | Gérard Blaize      | * 1946     |
| Dynamic Aikido Nocquet                                            | John Emmerson      |            |
| Takemusu Aikido (Iwama Ryu)                                       | Morihiro Saitō     | 1928–2002  |
| Iwama Shinshin Aiki                                               | Hitohiro Saitō     | * 1957     |
| Kōrindō                                                           | Hirai Minoru       | 1903–1998  |
| Nishio Ryu                                                        | Shōji Nishio       | 1927–2005  |
| Shin-Shin-Tōitsu-Aikidō                                           | Tōhei Kōichi       | 1920–2011  |
| Shinei Taido                                                      | Noriaki Inoue      | 1902–1994  |
| Shōdōkan                                                          | Tomiki Kenji       | 1900–1979  |
| Tendoryu                                                          | Kenji Shimizu      | * 1940     |
| Yoshinkan                                                         | Shioda Gōzō        | 1915–1994  |

Neben diesen Aikido-Stilen leiteten einige Schüler von Ueshiba Morihei aus dem Aikido neue Bewegungslehren ab, die teilweise den Bezug auf Aikido nicht mehr in der Bezeichnung benennen, wie beispielsweise das Kinomichi von Masamichi Noro, der jeden Kampfaspekt in der gemeinsamen Bewegung ablehnt.

## Praxis
Aikido wurde von dem Gründer Ueshiba Morihei nicht als Sport angesehen, sondern vielmehr als Misogi-Technik („mi“ frei übersetzt: Körper; „Misogi“ frei übersetzt: den Körper schälen, raspeln, schneiden). Wettkämpfe sind im Aikido nicht vorgesehen. Die Partner arbeiten zusammen, damit jeder einzelne seine Technik perfektionieren kann. Neue Graduierungen werden durch Vorführung diverser Techniken erreicht, ohne dass die Partner dabei als Gegner miteinander kämpfen.
Die Übungseinheiten bestehen zum überwiegenden Teil aus Kata-Geiko: Die Rollen von Angreifer und Verteidiger sind festgelegt, so wie Angriff und Verteidigung meist vorgegeben werden. Erst als fortgeschrittener Aikidoka beginnt man, sich langsam von der Form zu lösen; zunächst sind, z. B. im freien Üben, Angriff und Verteidigung nicht mehr streng vorgeschrieben, später beginnt man, die Rollenaufteilung in Uke und Nage/Tori zu überwinden.
Während in einigen Stilen nur im Zusammenhang mit Bokken oder Jō von Kata gesprochen wird, sind in den meisten Stilen des Aikido Kata mit Partnern, also Kata-Geiko die zentrale Übungsform.
Der Aikidoka achtet darauf, in den eigenen Bewegungen frei zu werden und nicht mehr über jeden einzelnen Schritt nachzudenken.
Die Bewegungsabläufe sollen sich im Unterbewusstsein festigen. Regelmäßiges Üben verbessert die Beweglichkeit und fördert durch komplexe Bewegungsabläufe Konzentration, Koordination, Grob- und Feinmotorik sowie das körperliche und geistige Wohlbefinden.

### Übungskleidung
Als Kleidung wird beim Üben der Ende des 19. Jahrhunderts von Kanō Jigorō, dem Begründer des Jūdō, eingeführte Keikogi getragen. Aikidoka in Kyūgraden tragen in der Regel einen weißen Gürtel. Nur in einigen Stilrichtungen/Verbände erfolgt eine Unterscheidung der Graduierung durch Gürtelfarben angelehnt an das System anderer Kampfkünste. Die Graduierung von Mudansha ist somit nicht eindeutig anhand der Gürtelfarbe zu erkennen.
Darüber hinaus können Aikidoka über dem Keikogi einen Hakama, eine Art Hosenrock, tragen. Die Farbe des Hakama ist dabei unerheblich, beim Aikido werden zumeist schwarze oder dunkelblaue Hakama getragen, lediglich weiße Hakama sind aufgrund japanischer Sitten nicht verbreitet. Bis zur Zeit des Zweiten Weltkriegs war es üblich, dass jeder Aikidoka von Anfang an einen Hakama trug. In vielen Dōjō und Stilrichtungen ist es heutzutage üblich, dass die Schüler bis zum Erreichen des ersten Dan oder zumindest bis zu einem der höheren Kyū ohne Hakama Aikido üben. Diese Praxis geht darauf zurück, dass in der Kriegszeit die Stoffe für viele Schüler Ueshiba Moriheis zu teuer waren und sie deshalb bei Ueshiba um Erlaubnis baten, ohne einen Hakama am Unterricht teilnehmen zu dürfen.
Ein weiterer praktischer Grund für den Verzicht auf das Tragen eines Hakama in den Anfängergraden liegt in der Verschleierung der Standposition. Während in früheren Zeiten der Hakama zweckmäßigerweise im Zweikampf die Fuß- und Standposition eines Kontrahenten verdeckte, soll der Verzicht heutzutage dem Lehrer ermöglichen, die Standposition besonders der Schüler im Anfängergrad besser zu erkennen und zu korrigieren.

### Ausrüstung
Aikidotraining findet größtenteils ohne Übungswaffen statt, doch die drei Waffen Bokutō, Jō und Tantō, üblicherweise hölzerne Trainingswaffen, spielen eine wichtige Rolle. Sie werden verwendet, da viele Bewegungen und Techniken im Aikido von Waffentechniken wie Schwert- oder Stocktechniken abgeleitet sind und dadurch die waffenlosen Bewegungsabläufe selbst besser verstanden und verinnerlicht werden können. Je nach Stilrichtung variiert die Bedeutung des Waffentrainings.

### Ablauf

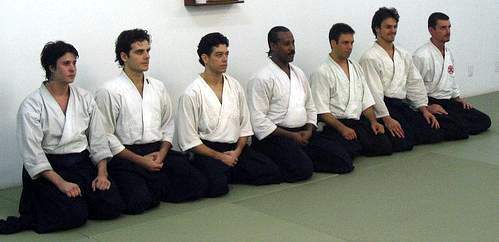
Aikidoka mit Hakama in Seiza sitzend.

Sitzordnung im Aikido Dōjō

Im Dōjō sitzen die Schüler aufmerksam im Seiza auf den „niederen Sitzen“ („shimoza“), während sich der Lehrer (Sensei) auf dem mittig gegenüberliegenden Kamiza befindet. Die Schüler behalten diese Position bei, wenn der Sensei die Übungsformen präsentiert. In einigen Dōjō sitzen aus der Sicht des Sensei die Aikidoka mit dem niedrigeren Grad auf der rechten bzw. „niederen“ Seite („shimoseki“). Die Aikidoka mit dem höheren Grad befinden sich aus der Sicht des Sensei auf der linken bzw. „höheren“ Seite („jōseki“). Auf shimoseiki oder jōseki befinden sich zudem Sitze für Besucher.
Im Dōjō wird Wert auf die Etikette („Reigi“) gelegt. Beim Betreten des Dojos erfolgt ein Ritsurei in Richtung des Kamiza. Beim Ritsurei handelt es sich um eine stehende Verbeugung im 30° Winkel, welche in Shizen Hontai (natürlicher Stand) ausgeführt wird. Zudem erfolgt beim Betreten der Matte ein Zarei. Dabei handelt es sich um eine 30°-Verbeugung im Seiza, bei der die Hände flach etwa 15 cm vor den Knien mit der Handfläche nach unten auf die Matte gelegt werden und die Fingerspitzen der linken und rechten Hand aufeinander zeigen. Das Gesäß bleibt dabei auf den Fersen. Nach dem Betreten der Matte werden von den Studenten leichte Dehnungs- und Aufwärmübungen durchgeführt.
Begonnen wird die Lehrstunde mit einem Klatschen und dem Einnehmen der korrekten Sitzpositionen. Danach erfolgt eine Begrüßung des Sensei. Die Begrüßung wird dabei in manchen Dōjōs vom ranghöchsten Schüler mit den Worten „Sensei“ oder „sempei ni rei“ eingeleitet. Dabei erfolgt ein Ritsurei, sowie der gleichzeitigen Aussprache der traditionellen Begrüßung „O negai shimasu“ (お 願い します, wörtlich auf Deutsch: „Ich mache (shimasu) eine Bitte (O-negai)!“ – im Sinne einer Aufforderung, vom nun folgenden Unterricht zu profitieren). Manchmal wird dieses Ritual ergänzt mit einem Klatschen. Dabei werden die Sitzpositionen im Seiza eingenommen. Auf Aufforderung hin erfolgt eine Begrüßung des Sensei mit einem Zarei. Dieser erwidert ebenfalls mit einem Zarei. Nach den Begrüßungen kann eine kurze Meditation („Mokusō“) folgen, woraufhin der Unterricht beginnt.
Danach üben meistens zwei Partner miteinander. Jede Übung wird mit der Begrüßung des Übungspartners in Form eines Ritsurei und „O negai shimasu“ eingeleitet. Im regelmäßigen Wechsel nimmt eine Person die Rolle des Angreifers (Uke) ein und die andere Person die Rolle des Angegriffenen bzw. Verteidigers (Nage oder Tori). Nage führt eine Technik gegenüber Uke aus. Nach meist zwei oder vier Wiederholungen der jeweiligen Technik tauschen die Partner ihre Rollen als Uke und Nage.
Die Angriffe bestehen vorwiegend aus Schlägen, Halte- und Würgegriffen. Die Technik selbst ist zumeist in drei Teile gegliedert. Dem Aufnehmen bzw. Vorbeileiten der Angriffsenergie (siehe auch Tai no henkō), der Weiterführung der Energie bis zum Verlust des Gleichgewichts (des Uke) und der Abschlusstechnik, die aus einem Wurf – auch mit anschließender Haltetechnik – oder nur einer Haltetechnik bestehen kann.
Dabei kann das Aufnehmen und Vorbeileiten des Angriffs auf mehrere Weisen erfolgen. Nage (der Verteidiger) kann durch eine Ausweichbewegung (Tai Sabaki – „bewegen in unterschiedliche Richtungen“) und einen anschließenden Schritt nahe zum Angreifer hin (omote oder ura – „eintreten in unterschiedliche Positionen zum Uke hin“) sich mit der Energie des Angriffs harmonisieren. Danach wird, durch die Weiterführung der Angriffsenergie in eine durch Nage bestimmte Richtung, das Gleichgewicht von Uke gestört. Oft finden auch angedeutete Stoß- und Schlagtechniken (atemi) zur Störung des Gleichgewichts Verwendung. Sobald Uke die eigene Kontrolle über seinen Körper verloren hat, ist es nicht mehr schwer, die Bewegung durch einen Wurf oder mit einem Haltegriff zu beenden.
Es gibt auch Übungen, in denen Techniken gegen mehrere Partner gleichzeitig geübt werden (randori), und Übungen, bei denen die Technik frei gewählt werden kann (jiyuwaza).
Beim Ende der Übung erfolgt eine Bedankung in Form eines stehenden Ritsurei mit den Worten „Domo Arigato Gozaimas“ oder „Arigato Gozaimashita“.
Am Ende der Klasse nehmen alle Schüler die korrekten Sitzpositionen ein. Auf Aufforderung des Sensei erfolgt ein Ritsurei mit den Worten „Domo Arigato Gozaimas“ oder „Arigato Gozaimashita“ in Richtung des Kamiza, welcher vom Sensei erwidert wird. Der Sensei geht zum Rand der Matte und macht einen Ritsurei in Richtung des Kamiza. Danach sind die Studenten entlassen und können ihre Sitzpositionen nach einem optionalen Ritsurei verlassen.

## Einflüsse
Die Ideen und Prinzipien des Aikido übten und üben auch außerhalb des reinen Kampfsports großen Einfluss. So beispielsweise in der de-eskalierenden Konfliktforschung oder dem modernen Tanz (siehe Contact Improvisation, Akroyoga).
Aikido
Der Schweizer Musiker Nik Bärtsch ist der Auffassung, dass es bei Aikido und Musik um ähnliche Dinge geht, nämlich um "Präzision, Präsenz und gemeinsamen Energiefluss". Er betont, dass man beim Musizieren ähnlich wie beim Aikido mit dem Körper denken und die Energie und Präsenz auf den Moment fokussieren muss. So kann er im Ensemble präzise Klänge erzeugen und eine, dynamische Spannung in der Musik schaffen. Das im Aikido praktizierte konzentrierte "Horchen" geht über das bloße Hören hinaus und neben dem eigenen Körper und dem Opponenten nimmt mann auch die Umgebung mit allen Sinnen als Ganzes wahr. Auch die Atemkontrolle hilft dabei, die körperliche Bewegung besser zu spüren. So kann man musikalische Motive besser kreative aus dem Moment heraus entwickeln und mit den anderen Bandmitgliedern besser als Organismus zusammenarbeiten und zusammenkommen, wodurch wiederum die Musik resonanter und dynamischer wird. Er kombiniert auch Aikido mit Elementen der Bewegungslehre Feldenkrais, um Körperbewusstsein und geistige Präsenz zu stärken. Diese Ansätze und Zen-Meditation helfen ihm dabei, während der Performance voll im Hier und Jetzt zu sein und tiefer in die Musik und die Gesamtdramaturgie einzutauchen.

## Referenzen und Belege (Abschnitt Strategie)
- Yagyū Munenori: Der Weg des Samurai. 5. Auflage. Pieper, 2008, ISBN 978-3-492-23631-7.
- Thomas Preston: Samurai-Geist – Der Weg eines Kriegers in den japanischen Kampfkünsten. Kristkeitz, ISBN 3-921508-38-X.